# Addio alle armi (brano musicale)
Addio alle armi è una canzone scritta e cantata da Mario Venuti, facente parte dell'album Magneti, pubblicato nel 2006.
L'autore ha ripreso il titolo di un romanzo di Hemingway, e nel testo descrive come per la sete di potere gli uomini, a differenza degli animali che uccidono solo per necessità, si uccidono l'un l'altro.
Nel 2013, la canzone è stata inserita nell'album della XVI edizione del festival Voci per la libertà - Una canzone per Amnesty. 